# 金谷拓実
金谷 拓実（かなや たくみ、1998年5月23日–）は、広島県呉市焼山出身の日本のプロゴルファー。2024年度賞金王。

## 経歴
5歳のころからゴルフを始める。
呉市立昭和北小学校・呉市立昭和北中学校を経て、広島国際学院高校在学時の2015年、「日本アマチュアゴルフ選手権競技」決勝 （36ホール・マッチプレー） で中島啓太を10アンド9で破り優勝。17歳51日の優勝は2004年大会のドンファン（韓国）の17歳92日を抜く最年少記録。「日本オープンゴルフ選手権競技」で通算3アンダー、11位でローアマチュアに輝いた。17歳148日でのローアマは最年少記録。「アジア太平洋アマチュアゴルフチーム選手権」では日本チーム26年ぶり優勝に貢献。
2016年、全国高等学校ゴルフ選手権大会春季大会で優勝。
東北福祉大学在学時の2017年、台北 (台湾) で開催された第29回夏季ユニバーシアードゴルフ競技個人では14位タイ。団体では比嘉一貴、今野大喜と共に金メダル。日本オープン最終日は首位・池田勇太に5打差から4バーディーと猛追したが1打及ばず2位。
2018年、インドネシアで開催された第18回アジア競技大会ゴルフ競技では個人で4位。団体で中島、今野、米澤蓮と共に金メダルを獲得。「世界アマチュアチーム選手権」個人で2位、日本チームは15位。「アジアパシフィックアマチュアゴルフ選手権」で優勝。日本人としては松山英樹以来7年ぶり。今野、米澤、大澤和也とのチームで挑んだ第18回ネイバーズトロフィーチーム選手権では日本チームに初の2連覇をもたらす。
2019年、「マスターズ・トーナメント」では予選カットラインで決勝に進んだが通算5オーバー、58位タイでローアマ獲得ならず。同年8月には日本人として松山以来の世界アマチュアゴルフランキング1位に輝く。「三井住友VISA太平洋マスターズ」では通算13アンダー、2位のショーン・ノリスと1打差で史上4人目のアマチュア優勝。
2020年、プロ転向し、初戦の日本オープンで7位。「ダンロップフェニックストーナメント」では通算13アンダーで並んだ石坂友宏と4ホールのプレーオフを制し、プロ転向後初優勝。
前年と同一シーズンとなった2021年、「東建ホームメイトカップ」では第3日が中止で54ホールに短縮となる中、通算11アンダーで2位の中島に1打差つけて優勝。その後も着実に成績を収め2020－21年シーズン賞金ランキング2位となる。
2023年、「インターナショナルシリーズ・オマーン」にてアジアンツアー初勝利。「BMW日本ゴルフツアー選手権 森ビルカップ」ではメジャー初勝利となる2年振りの日本ツアー4勝目を挙げた。8月には「フジサンケイクラシック」を唯一4日間連続60台で回る安定したプレーで通算8アンダーとして今季2勝目を挙げる。
海外大会では、2019年、2021年、2022年と全英オープンに参加したが、いずれの大会もカットラインに1打足らずに予選落ちを喫した。
2024年3月、「東建ホームメイトカップ」を大会記録の通算23アンダーで3年振り2回目の制覇で、ツアー通算6勝目を挙げた。 同年10月、「ACNチャンピオンシップゴルフトーナメント」で、最終日に5打差の6位からスタートし、8バーディ、ノーボギーの「63」で回り、大会レコードを2打更新する通算「264」ストロークの通算20アンダーとし、首位で並んだリュー・ヒョヌをプレーオフ1ホール目にバーディで下して逆転優勝を飾った。12月1日、史上最多6人での賞金王争いとなった今季最終戦「ゴルフ日本シリーズJTカップ」の最終日、4位から出て1イーグル、4バーディー、3ボギーの67をマークして通算9アンダーで3位に入る。賞金ランク首位の平田憲聖が最終日70と伸び悩み17位に終わったため、516万2750円差を逆転して初の賞金王戴冠を決めた。最終戦で逆転しての戴冠は2000年の片山晋呉、2017年の宮里優作以来となる史上3人目。広島県出身プレイヤーとして初の賞金王となる。金谷は第51代目（24人目）の賞金王で、賞金王は過去13都道府県出身者しか出ていない。

## プロ優勝 (8)

### 日本ツアー優勝 (7)
| 勝数             |
| メジャー (1)     |
| ツアー他大会 (6) |

| No. | 日程                 | 大会                                    | スコア                | 2位との差  | 2位（タイ）                     |
| --- | -------------------- | --------------------------------------- | --------------------- | ---------- | ------------------------------- |
| 1@  | 2019年11月14-17日    | 三井住友VISA太平洋マスターズ            | −13 (73-66-63-65=267) | 1打        | ショーン・ノリス                |
| 2   | 2020年11月19-22日    | ダンロップフェニックス                  | −13 (68-66-68-69=271) | プレーオフ | 石坂友宏                        |
| 3   | 2021年4月15-18日     | 東建ホームメイトカップ                  | −11 (67-65-70=202)*   | 1打        | 中島啓太@                       |
| 4   | 2023年6月1-4日       | BMW日本ゴルフツアー選手権 森ビルカップ  | −11 (64-71-67-71=273) | 1打        | 稲森佑貴 岩田寛 宋永漢 中島啓太 |
| 5   | 2023年8月31日-9月3日 | フジサンケイクラシック                  | −8 (68-68-69-67=272)  | 4打        | 片岡尚之                        |
| 6   | 2024年3月28-31日     | 東建ホームメイトカップ(2)               | −23 (67-65-64-65=261) | 2打        | 生源寺龍憲                      |
| 7   | 2024年10月3-6日      | ACNチャンピオンシップゴルフトーナメント | −20 (68-68-65-63=264) | プレーオフ | リュー・ヒョヌ                  |

@はアマチュア。*は54ホールに短縮

### アジアンツアー (1)
| Legend                   |
| International Series (1) |
| Other Asian Tour (0)     |

| No. | 日程        | 大会                                 | スコア                | 2位との差 | 2位（タイ）                    |
| --- | ----------- | ------------------------------------ | --------------------- | --------- | ------------------------------ |
| 1   | 12 Feb 2023 | インターナショナルシリーズ・オマーン | −10 (69-71-67-71=278) | 4 strokes | Berry Henson Sadom Kaewkanjana |

## 表彰
- マコーマックメダル（英語版）(2020年)[32]

## 逸話
- 女子プロゴルファーの田辺ひかりは広島国際学院高の1学年先輩[33]